# NN-16
La carretera NN-16 es una vía departamental secundaria que recorre el noroeste del departamento de Chinandega, en Nicaragua. La ruta conecta el municipio de El Viejo con la localidad de Tonalá, atravesando zonas rurales importantes para la producción agrícola del país.

## Trazado y cruces
La siguiente tabla muestra el trazado aproximado de la carretera NN-16, incluyendo las principales localidades que atraviesa y las rutas con las que se conecta:
| km    | Localidad    | Departamento | Conexión / Ruta |
| ----- | ------------ | ------------ | --------------- |
| 0,00  | El Viejo     | Chinandega   | NIC 12          |
| 2,5   | La Grecia    | Chinandega   | —               |
| 5,8   | Santa Teresa | Chinandega   | —               |
| 10,02 | Tonalá       | Chinandega   | Fin de la ruta  |